# København Syd (metrostation)
København Syd is een ondergronds metrostation in de Deense hoofdstad Kopenhagen, dat op 22 juni 2024 werd geopend als zuidelijk eindpunt van de Sydhavnslinje. 

## Geschiedenis
In 1999 werden plannen gemaakt voor een metroringlijn met zijtakken aan de noord en zuidkant van de stad. Nadere uitwerking van de plannen betekende dat de zijtakken de lijn M4 zouden vormen die in het centrum de sporen van de ringlijn M3 gebruikt en daar buiten een eigen tracé. Na een aantal aanpassingen werd het zuidelijke eindpunt gepland bij station Ny Ellebjerg dat zou worden gebouwd aan de zuidkant van Valby waar de nieuwe hogesnelheidslijn de stad zou binnenkomen. Het station werd gebouwd als overstappunt tussen S-tog, de hogesnelheidslijn. Station Ny Elleberg verving op 6 januari 2007 het S-tog station Ellebjerg iets ten zuiden van het station. 
Het metrostation werd ook gebouwd met het oog op overstappers tussen trein en metro. De bouw van de Sydhavnslinje, de zuidtak van de M4, werd in 2015 goedgekeurd. Om de mogelijkheid van een verlenging naar het westen open te houden zonder in conflict te komen met de bovengrondse spoorlijnen werd gekozen voor een ondergronds station. In 2023 werden perrons gelegd langs de goederensporen van en naar de Sontbrug zodat ook internationale reizigerstreinen bij het station kunnen stoppen. Omdat het die reizigers duidelijk moet zijn dat dit het station voor Kopenhagen is, is de naam van het station, inclusief het metrostation in aanbouw, op 10 december 2023 gewijzigd van Ny Elleberg in København Syd (Kopenhagen Zuid).   

## Ligging en inrichting
Het station ligt ondergronds ten noorden van het gelijknamige spoorwegstation en is gebouwd volgens het standaardontwerp van de Kopenhaagse metro. De vormgever Henrik Plenge Jakobsen kwam met het ontwerp Stella Nova voor de inrichting van het station.  De kuip is in dit geval bekleed met golfplaten in verschillende tinten blauw, licht boven en donker beneden en bij een van de keerpunten van de roltrappen is een astronomische klok opgehangen die nauwkeurig de positie van hemellichamen boven Kopenhagen Zuid weergeeft. De verdeelhal boven de perrons heeft de hoofdingang aan de oostkant aan een verdiept plein dat tevens toegang biedt tot de S-Tog en de spoorwegperrons. De wanden rond dit plein zijn afgewerkt met bakstenen. 
København Syd  · Mozarts Plads · Sluseholmen · Enghave Brygge · Havneholmen · København H   · Rådhuspladsen · Gammel Strand · Kongens Nytorv · Marmorkirken · Østerport   · Nordhavn  · Orientkaj